# Catharina Agatha Worp-Roland Holst
Catharina Agatha (Cateau) Worp-Roland Holst, (Amsterdam, 17 februari 1854 - Bosch en Duin, 28 oktober 1934 ) was een van de initiatiefneemsters voor de Nationale Tentoonstelling van Vrouwenarbeid. 
Catharina was een dochter van Adrianus Roland Holst (1827-1892) en Saapke Posthumus (1832-1908). Ze trouwde op 31 juli 1885 in Amsterdam met letterkundige en historicus Jacob Adolf Worp (21 januari 1851 - 28 augustus 1917). Jacob was de zoon van musicus Johannes Worp.
Cateau was de zuster van kunstenaar en schrijver Richard Roland Holst en schoonzuster van Henriëtte Roland Holst. 

## Nationale Tentoonstelling van Vrouwenarbeid
Worp-Roland Holst was een bescheiden vechtster binnen de vrouwenbeweging en lid van de Vrouwenbond Groningen. Ze nam mede het initiatief voor het organiseren van de Nationale Tentoonstelling van Vrouwenarbeid in 1898. Het organiserende bestuur bestond naast twee andere leden van de Vrouwenbond Groningen (Cato Pekelharing-Doijer en Dientje Dull) uit Cécile Goekoop-de Jong en Marie Jungius.
Worp-Roland Holst had bij de tentoonstelling de leiding over de Historische Afdeeling, waarbij ze onder anderen bijgestaan werd door de historica Jo Proot, de letterkundige Aleida Nijland en de numismate Marie de Man. Met de tenstoonstelling werd getracht de geschiedenis van Nederlandse vrouwen in de privé- en openbare sfeer uit te beelden. Tevens werd een oproep gedaan om hiervoor bronnen te onderzoeken.